# Kérem Xalom
Kérem Xalom (hebreu: כרם שלום, en català: Vinya de la Pau) és un quibuts del Consell Regional Eixkol i un pas fronterer prop de la frontera d'Israel amb Egipte i amb la Franja de Gaza.

## Quibuts
El Quibuts va ser fundat l'any 1966 pels membres de ha-Xomer ha-Tsaïr. El seu nom inclou la paraula xalom, ja que els seus membres creuen que aquest indret es important per l'establiment de la pau i per posar fi al Conflicte araboisraelià.

## Pas fronterer
Des del 20 de març de 2006, el pas fronterer de Kérem Xalom s'ha utilitzat per portar materials i queviures des d'Egipte fins a la Franja de Gaza. Els camions que arriben des d'Egipte es descarreguen a Kérem Xalom, i posteriorment son portats a la Franja de Gaza. El temps necessari per al trasllat és d'uns 45 minuts, això permet que entre 15 i 50 camions circulin diàriament per aquest indret.
El pas fronterer de Kérem Xalom és administrat per l'Autoritat Aeroportuària Israeliana. Els observadors europeus de la Unió Europea, fan servir el pas fronterer de Kérem Xalom per viatjar fins a Rafah.

### Atac i segrest d'un soldat
El 25 de juny de l'any 2006 el caporal Gilad Shalit va ser segrestat per militants palestins de Hamàs prop de Kérem Xalom després aquests travessessin la frontera des de la Franja de Gaza cap a Israel a través d'un túnel. Dos soldats de les Forces de Defensa d'Israel van ser assassinats i tres més van resultar ferits, a més de Shalit. En resposta i amb la missió de rescatar a Shalit, les FDI van entrar a la Franja de Gaza per realitzar l'Operació Pluja d'Estiu.
2006